# Haseniederung
Koordinaten: 52° 21′ 53″ N, 7° 56′ 11″ O

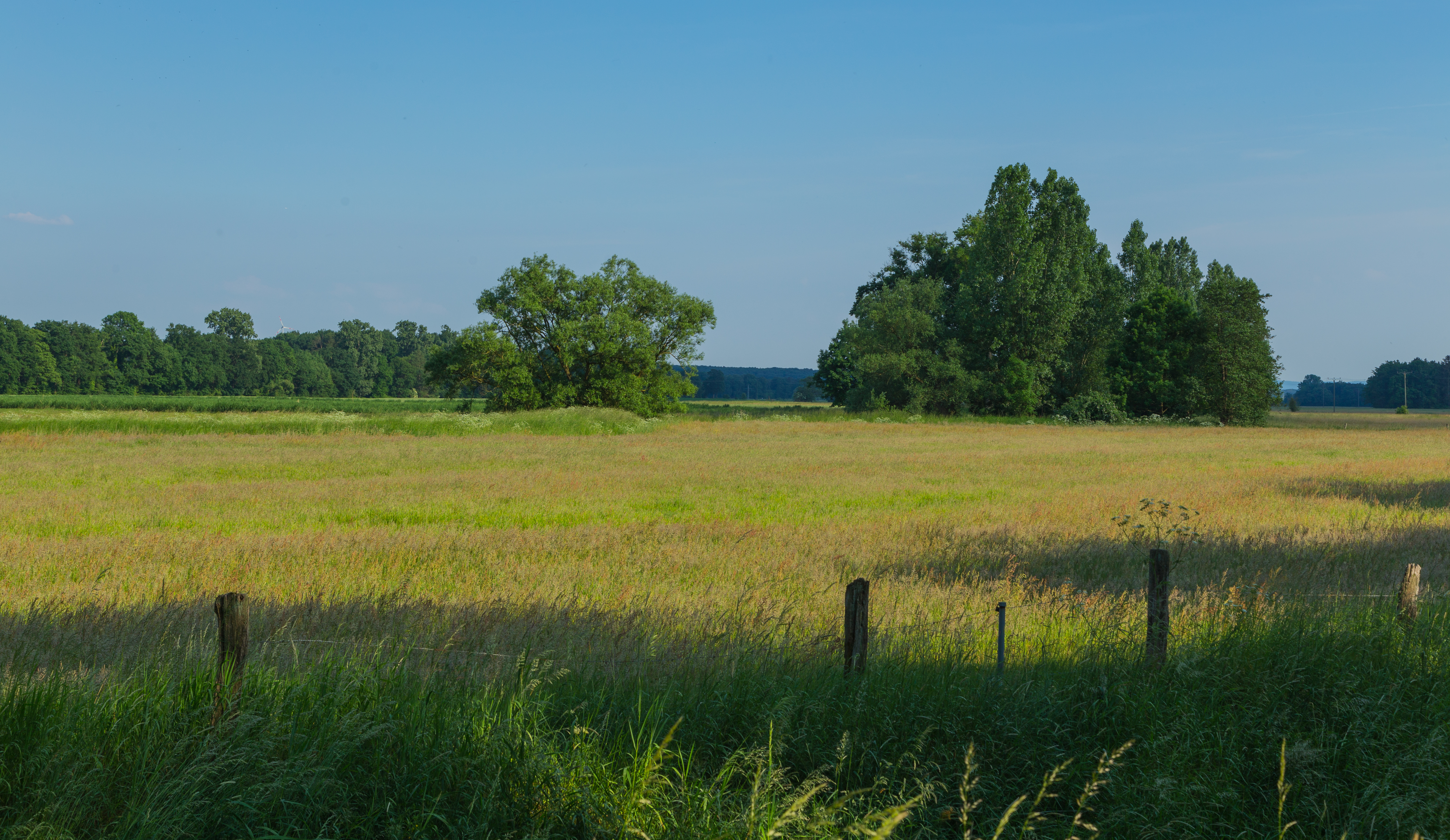
Naturschutzgebiet Haseniederung (Mai 2018)

Das Naturschutzgebiet Haseniederung liegt auf dem Gebiet der Gemeinde Lotte im Kreis Steinfurt in Nordrhein-Westfalen.
Das aus zwei Teilflächen bestehende Gebiet erstreckt sich nordöstlich des Kernortes Lotte und nördlich von Halen, einem Ortsteil von Lotte, entlang der Hase und der östlich verlaufenden Landesgrenze zu Niedersachsen. Westlich verläuft die Landesstraße L 584, südlich die L 109 und die A 1. Östlich fließt der Stichkanal Osnabrück und verläuft die B 68. Westlich erstreckt sich das 705 ha große Naturschutzgebiet (NSG) Haler Feld-Vogelpohl und südlich das 8,56 ha große NSG Deipe Briäke.

## Bedeutung
Für Lotte ist seit 1988 ein 69,80 ha großes Gebiet unter der Kenn-Nummer ST-008 als Naturschutzgebiet ausgewiesen.